# Cnemotettix bifasciatus
Cnemotettix bifasciatus is een rechtvleugelig insect uit de familie Anostostomatidae. De wetenschappelijke naam van deze soort is voor het eerst geldig gepubliceerd in 1973 door Rentz & Weissman.